# Marie-Kathrin Melnitzky
Marie-Kathrin Melnitzky (* 1968 in Salzburg) ist eine österreichische Sängerin und Harfenistin.
Schon in ihrer Kindheit trat Marie-Kathrin Melnitzky am Salzburger Landestheater auf und wirkte bei den Salzburger Festspielen mit. 
Am 23. April 1985 wirkte sie in einem kurzen Auftritt bei einer Konzertpräsentation der zweiten Langspielplatte von Dulamans Vröudenton im Kaisersaal der Salzburger Residenz mit, seit Mai 1987 war sie fixes Mitglied bei Dulamans Vröudenton als Harfenistin. Mit diesem Ensemble für Alte Musik produzierte sie mehrere Tonträger und absolvierte zahlreiche Fernsehauftritte (ZDF, BBC, ORF). 
Marie-Kathrin Melnitzky studierte an der Akademie für Alte Musik in Bremen Barock-Harfe bei Andrew Lawrence-King und Barock-Gesang bei Harry van der Kamp. Aus der eingehenden Beschäftigung mit der Musik des Mittelalters heraus ergaben sich wissenschaftliche Zusammenarbeit und Musikeditionen mit der Universität Freiburg im Üechtland. 
Ergänzende Gesangsstudien absolvierte sie bei Nancy Argenta (London) und Mariann Block (Amsterdam).
1995 ging sie in Babypause und verließ Dulamans Vröudenton, musizierte aber von 1999 bis 2012 wieder in diesem Ensemble. Außerdem ist sie Mitglied des Ensembles „I Febiarmonici“.
| Personendaten    | Personendaten                            |
| ---------------- | ---------------------------------------- |
| NAME             | Melnitzky, Marie-Kathrin                 |
| KURZBESCHREIBUNG | österreichische Sängerin und Harfenistin |
| GEBURTSDATUM     | 1968                                     |
| GEBURTSORT       | Salzburg                                 |